# Banca della Repubblica
La banca centrale della Repubblica (in spagnolo Banco de la República) è la banca centrale della Colombia.

## Storia
Nel marzo del 1923, durante il governo di Pedro Nel Ospina, fu istituita la missione Kemmerer, composta da un gruppo di esperti sotto la direzione dell'accademico Edwin Walter Kemmerer, che raccomandò la creazione di una banca centrale colombiana, con capitale privato e pubblico. Questa banca fu creata con la Legge 25 del 1923, secondo i termini raccomandati dai consulenti della missione Kemmerer.